# Ансаїмаза

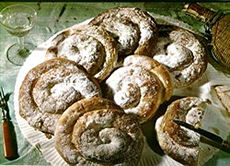
Мальоркська випічка «ансаїмаза» / «енсаїмада»

Ансаїма́за або енсаїма́да (кат. ensaïmada, літературна вимова — [ənsəiˈmaðə]) — традиційна мальоркська випічка.
Для випікання ансаїмази використовують пшеничне борошно, воду чи молоко, яйце, цукор, свинячий жир, дріжджі. Випічка часто поливається розтопленим шоколадом, абрикосовим варенням, масою турро, може покриватися шматочками мальоркської ковбаси, посипатися цукром.
На Філіппінах існує місцевий різновид, який називається «ensaymada».